# Heineken (Adelsgeschlecht)

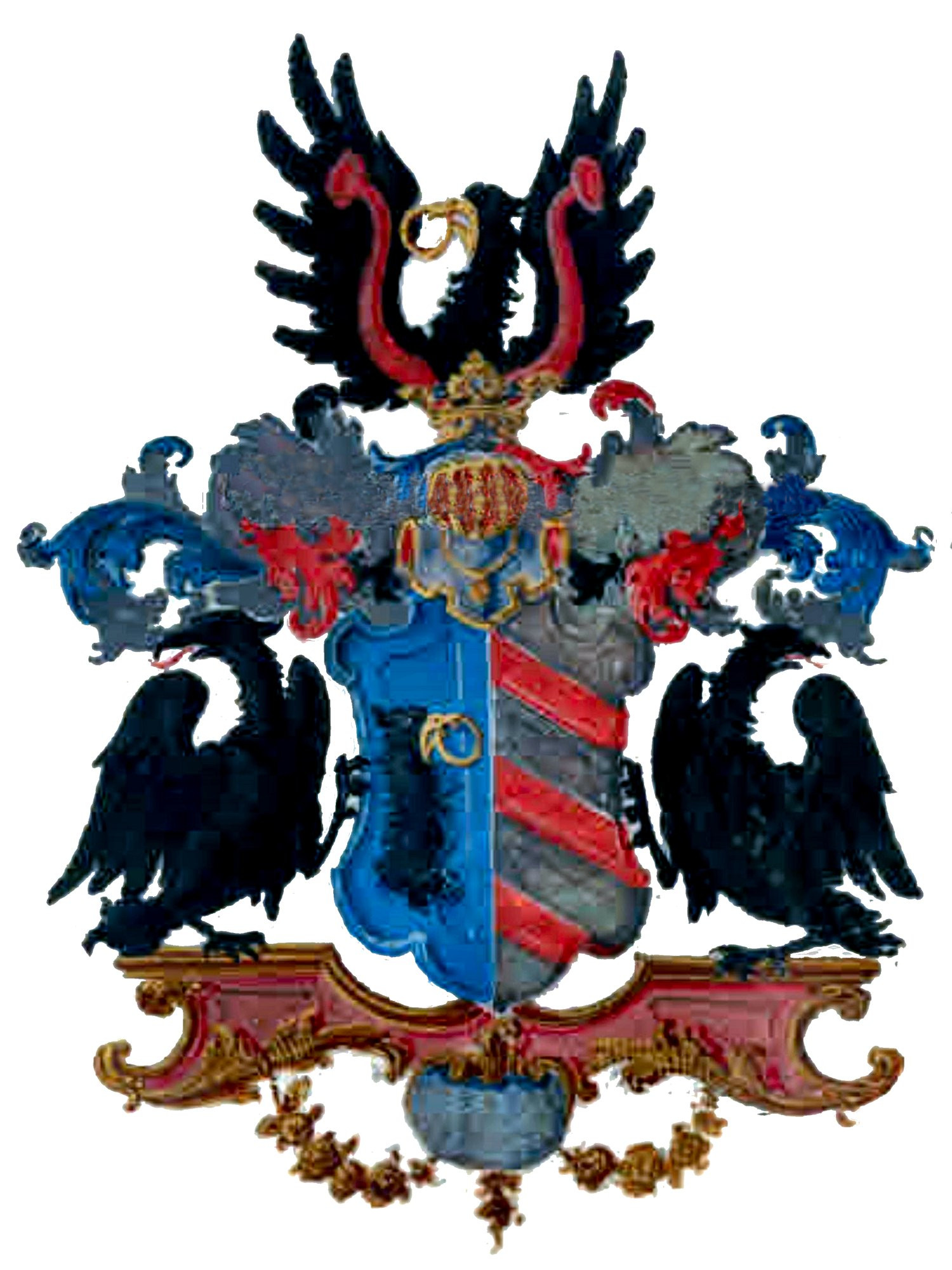
Wappen derer von Heineken im Adelsdiplom von 1748

Heineken (auch Heinicke, Heinecken o. ä.) ist der Name eines sächsischen Briefadelsgeschlechts.

## Geschichte
Das Geschlecht stammt aus Lübeck. Der königlich-polnische und kurfürstlich-sächsische Oberamtsrat Carl Heinrich Heineken und dessen Nachkommen wurden von Kaiser Franz I. am 9. Dezember 1748 in Wien in den Reichsadelsstand erhoben.
Besitz hatte das Geschlecht im Kurfürstentum Sachsen bzw. in der preußischen Provinz Brandenburg in Altdöbern (urkundlich 1770–1791) und in Bollensdorf (1777–1817), in Karlsdorf (1817), Waldow (1800) sowie in der Oberlausitz in Hauswalde (1790) und Weissag (1550).

## Wappen
Blasonierung des Wappens im Adelsdiplom von 1748: Gespalten von Blau und Silber. Vorn ein schwarzer Adlerkopf mit einem silbernen Ring im Schnabel; hinten drei rote Schrägrechtsbalken. Auf dem gekrönten Helm mit blau-rot-silbernen Helmdecken hinter roten Büffelhörnern ein wachsender schwarzer Adler mit goldenen Ring im Schnabel, die Flügel ausgebreitet. Als Schildhalter zwei widersehende Adler.
Otto Titan von Hefner dagegen gibt an, dass das vordere Feld golden ist, die Decken rechts schwarz-golden und links rot-silbern.
Der hintere Teil des Wappens wurde in das Gemeindewappen von Altdöbern übernommen.

## Persönlichkeiten
- Paul Heinecken (1674–1746), Maler, Zeichner und Architekt
- Catharina Elisabeth Heinecken (1683–1757), Blumenmalerin, Kunstgewerblerin und Alchemistin
- Christian Henrich Heineken (1721–1725), Lübecker Wunderkind
- Carl Heinrich von Heineken (1707–1791), Direktor des Dresdner Kupferstichkabinetts und Kursächsischer Geheimer Kammerrat
- Carl Friedrich von Heineken (1752–1815), deutscher Radierer und sächsischer Kammerrat